# Verwaltungsgemeinschaft Heinersdorf
Die Verwaltungsgemeinschaft Heinersdorf lag im thüringischen Saale-Orla-Kreis. In ihr hatten sich drei Gemeinden zur Erledigung ihrer Verwaltungsgeschäfte zusammengeschlossen. Verwaltungssitz war in Heinersdorf.

## Die Gemeinden
- Grumbach
- Heinersdorf
- Unterlemnitz

## Geschichte
Die Verwaltungsgemeinschaft wurde am 1. Mai 1991 gegründet. Zum 11. Oktober 1994 wurde sie aufgelöst; Heinersdorf und Grumbach wurden in die neue Verwaltungsgemeinschaft Region Wurzbach eingegliedert während Unterlemnitz eine selbständige Gemeinde wurde.